# Scott Berry
William Scott Berry (geboren am 23. Dezember 1948 in Deadwood, South Dakota) ist ein ehemaliger US-amerikanischer Skispringer. 

## Werdegang
Berry war von 1967 bis 1972 Mitglied der US-amerikanischen Skisprung-Nationalmannschaft. In der Saison 1970/71 nahm er an der Vierschanzentournee teil, konnte bei diesen Wettbewerben jedoch keine Erfolge erzielen und platzierte sich außerhalb der Top 50 der Einzelwettbewerbe. In der Saison 1971/72 gehörte er nicht zu den 20 amerikanischen Springern, die mit der Nationalmannschaft nach Europa gingen – damals verbrachte er einen Monat in Lake Placid, wo er mit seinem Vater trainierte. Nach der Rückkehr des Teams in die USA fanden nationale Qualifikationen für das US-Olympiateam statt, die aus drei Wettbewerben bestanden – Berry gewann in Leavenworth und wurde Zweiter in Lake Placid und belegte schließlich den zweiten Platz in der Wertung der gesamten Qualifikationsrunde. Mit diesen Ergebnissen nahm er an den Olympischen Winterspielen 1972 teil und war damit der erste Sportler aus South Dakota, der an den Olympischen Winterspielen teilnahm (obwohl er zu diesem Zeitpunkt bereits Mitglied des Vereins aus Steamboat Springs, Colorado war) – dieser Erfolg konnte nur von der Freeskierin Jana Lindsey wiederholt werden, die an den Olympischen Winterspielen 2006 und 2010 teilnahm. Bei den olympischen Wettbewerben lag Berry am Ende des Feldes – er belegte den 52. Platz auf der Normalschanze und den 47. Platz auf der Großschanze. Im selben Jahr gewann er die Bronzemedaille der nationalen Meisterschaft. Sechs Wochen nach dem Auftritt bei den Olympischen Spielen sollte er an der Skiflug-Weltmeisterschaft 1972 in Planica teilnehmen, doch bei einem der Sprünge auf der Velikanka stürzte er und erlitt einen schweren Knöchelbruch. In den nächsten 18 Monaten unterzog er sich drei Operationen an seinem verletzten Bein, bevor er wieder normal gehen konnte. Die Verletzung beendete Berrys Karriere als Skispringer, obwohl er am 31. Dezember 1972 am Silvesterwettbewerb in Lake Placid antrat, wo er nur vom Japaner Hideki Nakano geschlagen wurde. Berrys Entscheidung wurde auch durch die Kredite beeinflusst, die er zuvor zur Vorbereitung auf die Olympiasaison aufgenommen hatte, und durch die Notwendigkeit, bezahlte Arbeit anzunehmen, um diese zurückzuzahlen.
Er ist Absolvent des Dartmouth College und machte 1971 seinen Abschluss.
2008 wurde er in die „American Ski Jumping Hall of Fame“ aufgenommen.